# Lista över fornlämningar i Heby kommun
Lista över fornlämningar i Heby kommun är en förteckning av ett urval av de fornlämningar som finns i Heby kommun.

## Enåker
| Namn                       | Lämningstyp                      | Tillkomsttid | Historisk indelning | Plats | Läge                 | ID-nr          | Bild                                 |
| -------------------------- | -------------------------------- | ------------ | ------------------- | ----- | -------------------- | -------------- | ------------------------------------ |
| Enåker 1:1                 | Stensättning                     |              | Enåker, Uppland     |       | 60.016853, 16.844591 | 10228000010001 | Ladda upp en bild av detta fornminne |
| Värberget (Enåker 12:1)    | Gravfält                         |              | Enåker, Uppland     |       | 60.033063, 16.791614 | 10228000120001 | Ladda upp en bild av detta fornminne |
| Enåker 19:1                | Gravfält                         |              | Enåker, Uppland     |       | 60.037755, 16.778821 | 10228000190001 | Ladda upp en bild av detta fornminne |
| Slottsholmen (Enåker 27:1) | Husgrund, förhistorisk/medeltida |              | Enåker, Uppland     |       | 60.051027, 16.731997 | 10228000270001 | Ladda upp en bild av detta fornminne |

## Harbo
| Namn        | Lämningstyp  | Tillkomsttid | Historisk indelning | Plats | Läge                 | ID-nr          | Bild                                 |
| ----------- | ------------ | ------------ | ------------------- | ----- | -------------------- | -------------- | ------------------------------------ |
| Harbo 1:1   | Gravfält     |              | Harbo, Uppland      |       | 60.135110, 17.297332 | 10228700010001 | Ladda upp en bild av detta fornminne |
| Harbo 4:1   | Gravfält     |              | Harbo, Uppland      |       | 60.117754, 17.221776 | 10228700040001 | Ladda upp en bild av detta fornminne |
| Harbo 5:1   | Hög          |              | Harbo, Uppland      |       | 60.107080, 17.203729 | 10228700050001 | Ladda upp en bild av detta fornminne |
| Harbo 6:1   | Gravfält     |              | Harbo, Uppland      |       | 60.082730, 17.199374 | 10228700060001 | Ladda upp en bild av detta fornminne |
| Harbo 7:1   | Röse         |              | Harbo, Uppland      |       | 60.041701, 17.243356 | 10228700070001 | Ladda upp en bild av detta fornminne |
| Harbo 7:2   | Röse         |              | Harbo, Uppland      |       | 60.041551, 17.243324 | 10228700070002 | Ladda upp en bild av detta fornminne |
| Harbo 11:1  | Röse         |              | Harbo, Uppland      |       | 60.124348, 17.251564 | 10228700110001 | Ladda upp en bild av detta fornminne |
| Harbo 11:2  | Stensättning |              | Harbo, Uppland      |       | 60.124450, 17.251816 | 10228700110002 | Ladda upp en bild av detta fornminne |
| Harbo 13:1  | Stensättning |              | Harbo, Uppland      |       | 60.106278, 17.246152 | 10228700130001 | Ladda upp en bild av detta fornminne |
| Harbo 20:1  | Gravfält     |              | Harbo, Uppland      |       | 60.123351, 17.227745 | 10228700200001 | Ladda upp en bild av detta fornminne |
| Harbo 29:1  | Gravfält     |              | Harbo, Uppland      |       | 60.105689, 17.243509 | 10228700290001 | Ladda upp en bild av detta fornminne |
| Harbo 30:1  | Gravfält     |              | Harbo, Uppland      |       | 60.098139, 17.210721 | 10228700300001 | Ladda upp en bild av detta fornminne |
| Harbo 31:1  | Stensättning |              | Harbo, Uppland      |       | 60.103087, 17.207354 | 10228700310001 | Ladda upp en bild av detta fornminne |
| Harbo 31:2  | Stensättning |              | Harbo, Uppland      |       | 60.103178, 17.207854 | 10228700310002 | Ladda upp en bild av detta fornminne |
| Harbo 31:3  | Stensättning |              | Harbo, Uppland      |       | 60.103198, 17.208373 | 10228700310003 | Ladda upp en bild av detta fornminne |
| Harbo 31:4  | Stensättning |              | Harbo, Uppland      |       | 60.103137, 17.208539 | 10228700310004 | Ladda upp en bild av detta fornminne |
| Harbo 31:5  | Stensättning |              | Harbo, Uppland      |       | 60.102956, 17.208776 | 10228700310005 | Ladda upp en bild av detta fornminne |
| Harbo 31:6  | Stensättning |              | Harbo, Uppland      |       | 60.102998, 17.208961 | 10228700310006 | Ladda upp en bild av detta fornminne |
| Harbo 32:1  | Stensättning |              | Harbo, Uppland      |       | 60.105237, 17.207724 | 10228700320001 | Ladda upp en bild av detta fornminne |
| Harbo 33:1  | Stensättning |              | Harbo, Uppland      |       | 60.103523, 17.207516 | 10228700330001 | Ladda upp en bild av detta fornminne |
| Harbo 33:2  | Stensättning |              | Harbo, Uppland      |       | 60.103689, 17.207286 | 10228700330002 | Ladda upp en bild av detta fornminne |
| Harbo 34:1  | Stensättning |              | Harbo, Uppland      |       | 60.101532, 17.205517 | 10228700340001 | Ladda upp en bild av detta fornminne |
| Harbo 34:2  | Stensättning |              | Harbo, Uppland      |       | 60.101632, 17.205010 | 10228700340002 | Ladda upp en bild av detta fornminne |
| Harbo 34:3  | Stensättning |              | Harbo, Uppland      |       | 60.101680, 17.204754 | 10228700340003 | Ladda upp en bild av detta fornminne |
| Harbo 34:4  | Stensättning |              | Harbo, Uppland      |       | 60.101806, 17.204709 | 10228700340004 | Ladda upp en bild av detta fornminne |
| Harbo 36:1  | Gravfält     |              | Harbo, Uppland      |       | 60.097281, 17.209440 | 10228700360001 | Ladda upp en bild av detta fornminne |
| Harbo 39:1  | Stensättning |              | Harbo, Uppland      |       | 60.102159, 17.205594 | 10228700390001 | Ladda upp en bild av detta fornminne |
| Harbo 39:2  | Stensättning |              | Harbo, Uppland      |       | 60.102291, 17.205550 | 10228700390002 | Ladda upp en bild av detta fornminne |
| Harbo 39:3  | Stensättning |              | Harbo, Uppland      |       | 60.102559, 17.205691 | 10228700390003 | Ladda upp en bild av detta fornminne |
| Harbo 40:1  | Gravfält     |              | Harbo, Uppland      |       | 60.114328, 17.218791 | 10228700400001 | Ladda upp en bild av detta fornminne |
| Harbo 42:1  | Stensättning |              | Harbo, Uppland      |       | 60.115282, 17.203891 | 10228700420001 | Ladda upp en bild av detta fornminne |
| Harbo 46:1  | Stensättning |              | Harbo, Uppland      |       | 60.106351, 17.209643 | 10228700460001 | Ladda upp en bild av detta fornminne |
| Harbo 47:1  | Stensättning |              | Harbo, Uppland      |       | 60.113938, 17.199436 | 10228700470001 | Ladda upp en bild av detta fornminne |
| Harbo 48:1  | Gravfält     |              | Harbo, Uppland      |       | 60.113716, 17.198187 | 10228700480001 | Ladda upp en bild av detta fornminne |
| Harbo 50:1  | Stensättning |              | Harbo, Uppland      |       | 60.114565, 17.200057 | 10228700500001 | Ladda upp en bild av detta fornminne |
| Harbo 50:2  | Stensättning |              | Harbo, Uppland      |       | 60.114354, 17.200170 | 10228700500002 | Ladda upp en bild av detta fornminne |
| Harbo 51:1  | Stensättning |              | Harbo, Uppland      |       | 60.113308, 17.195092 | 10228700510001 | Ladda upp en bild av detta fornminne |
| Harbo 51:2  | Stensättning |              | Harbo, Uppland      |       | 60.113116, 17.194911 | 10228700510002 | Ladda upp en bild av detta fornminne |
| Harbo 52:1  | Röse         |              | Harbo, Uppland      |       | 60.098529, 17.192274 | 10228700520001 | Ladda upp en bild av detta fornminne |
| Harbo 52:2  | Stensättning |              | Harbo, Uppland      |       | 60.098892, 17.192637 | 10228700520002 | Ladda upp en bild av detta fornminne |
| Harbo 56:1  | Stensättning |              | Harbo, Uppland      |       | 60.099219, 17.188362 | 10228700560001 | Ladda upp en bild av detta fornminne |
| Harbo 56:2  | Stensättning |              | Harbo, Uppland      |       | 60.099058, 17.188492 | 10228700560002 | Ladda upp en bild av detta fornminne |
| Harbo 57:1  | Stensättning |              | Harbo, Uppland      |       | 60.128315, 17.186241 | 10228700570001 | Ladda upp en bild av detta fornminne |
| Harbo 61:1  | Stensättning |              | Harbo, Uppland      |       | 60.086541, 17.228737 | 10228700610001 | Ladda upp en bild av detta fornminne |
| Harbo 62:1  | Stensättning |              | Harbo, Uppland      |       | 60.080639, 17.220656 | 10228700620001 | Ladda upp en bild av detta fornminne |
| Harbo 62:2  | Stensättning |              | Harbo, Uppland      |       | 60.080913, 17.221116 | 10228700620002 | Ladda upp en bild av detta fornminne |
| Harbo 62:3  | Stensättning |              | Harbo, Uppland      |       | 60.080837, 17.221734 | 10228700620003 | Ladda upp en bild av detta fornminne |
| Harbo 64:1  | Stensättning |              | Harbo, Uppland      |       | 60.081210, 17.224546 | 10228700640001 | Ladda upp en bild av detta fornminne |
| Harbo 67:1  | Hög          |              | Harbo, Uppland      |       | 60.088442, 17.195630 | 10228700670001 | Ladda upp en bild av detta fornminne |
| Harbo 68:1  | Stensättning |              | Harbo, Uppland      |       | 60.086951, 17.196056 | 10228700680001 | Ladda upp en bild av detta fornminne |
| Harbo 68:2  | Stensättning |              | Harbo, Uppland      |       | 60.086835, 17.196103 | 10228700680002 | Ladda upp en bild av detta fornminne |
| Harbo 68:3  | Stensättning |              | Harbo, Uppland      |       | 60.087222, 17.195474 | 10228700680003 | Ladda upp en bild av detta fornminne |
| Harbo 69:1  | Stensättning |              | Harbo, Uppland      |       | 60.086709, 17.197922 | 10228700690001 | Ladda upp en bild av detta fornminne |
| Harbo 76:1  | Röse         |              | Harbo, Uppland      |       | 60.044731, 17.206535 | 10228700760001 | Ladda upp en bild av detta fornminne |
| Harbo 104:1 | Stensättning |              | Harbo, Uppland      |       | 60.135017, 17.298819 | 10228701040001 | Ladda upp en bild av detta fornminne |
| Harbo 120:1 | Stensättning |              | Harbo, Uppland      |       | 60.101581, 17.208615 | 10228701200001 | Ladda upp en bild av detta fornminne |
| Harbo 122:1 | Gravfält     |              | Harbo, Uppland      |       | 60.097998, 17.209382 | 10228701220001 | Ladda upp en bild av detta fornminne |
| Harbo 127:1 | Stensättning |              | Harbo, Uppland      |       | 60.113565, 17.201014 | 10228701270001 | Ladda upp en bild av detta fornminne |
| Harbo 127:2 | Stensättning |              | Harbo, Uppland      |       | 60.113428, 17.201270 | 10228701270002 | Ladda upp en bild av detta fornminne |
| Harbo 129:1 | Stensättning |              | Harbo, Uppland      |       | 60.100101, 17.197440 | 10228701290001 | Ladda upp en bild av detta fornminne |
| Harbo 130:1 | Stensättning |              | Harbo, Uppland      |       | 60.100749, 17.194569 | 10228701300001 | Ladda upp en bild av detta fornminne |
| Harbo 131:1 | Stensättning |              | Harbo, Uppland      |       | 60.099856, 17.193010 | 10228701310001 | Ladda upp en bild av detta fornminne |

## Huddunge
| Namn                         | Lämningstyp             | Tillkomsttid | Historisk indelning | Plats | Läge                 | ID-nr          | Bild                                 |
| ---------------------------- | ----------------------- | ------------ | ------------------- | ----- | -------------------- | -------------- | ------------------------------------ |
| Huddunge 4:1                 | Röse                    |              | Huddunge, Uppland   |       | 60.030748, 16.960517 | 10229100040001 | Ladda upp en bild av detta fornminne |
| Huddunge 7:1                 | Röse                    |              | Huddunge, Uppland   |       | 60.032650, 16.961523 | 10229100070001 | Ladda upp en bild av detta fornminne |
| Huddunge 8:1                 | Stensättning            |              | Huddunge, Uppland   |       | 60.057068, 16.997692 | 10229100080001 | Ladda upp en bild av detta fornminne |
| Huddunge 12:1                | Runristning             |              | Huddunge, Uppland   |       | 60.033601, 16.966098 | 10229100120001 | Ladda upp en bild av detta fornminne |
| Huddunge 13:1                | Kyrka/kapell            |              | Huddunge, Uppland   |       | 60.044983, 16.974676 | 10229100130001 | Ladda upp en bild av detta fornminne |
| Huddunge 13:2                | Husgrund, historisk tid |              | Huddunge, Uppland   |       | 60.044967, 16.974692 | 10229100130002 | Ladda upp en bild av detta fornminne |
| Huddunge 13:3                | Kyrka/kapell            |              | Huddunge, Uppland   |       | 60.045003, 16.974657 | 10229100130003 | Ladda upp en bild av detta fornminne |
| Huddunge 20:1                | Hög                     |              | Huddunge, Uppland   |       | 60.063795, 17.013272 | 10229100200001 | Ladda upp en bild av detta fornminne |
| Huddunge 21:1                | Stensättning            |              | Huddunge, Uppland   |       | 60.063375, 17.013344 | 10229100210001 | Ladda upp en bild av detta fornminne |
| Huddunge 22:1                | Gravfält                |              | Huddunge, Uppland   |       | 60.062132, 17.015558 | 10229100220001 | Ladda upp en bild av detta fornminne |
| Huddunge 23:1                | Stensättning            |              | Huddunge, Uppland   |       | 60.057317, 17.008486 | 10229100230001 | Ladda upp en bild av detta fornminne |
| 2) Ormhoggen (Huddunge 24:1) | Stensättning            |              | Huddunge, Uppland   |       | 60.057246, 17.007589 | 10229100240001 | Ladda upp en bild av detta fornminne |
| Huddunge 25:1                | Stensättning            |              | Huddunge, Uppland   |       | 60.059136, 17.009080 | 10229100250001 | Ladda upp en bild av detta fornminne |

## Nora
| Namn                                 | Lämningstyp    | Tillkomsttid | Historisk indelning | Plats | Läge                 | ID-nr          | Bild                                      |
| ------------------------------------ | -------------- | ------------ | ------------------- | ----- | -------------------- | -------------- | ----------------------------------------- |
| Nora 11:1                            | Hög            |              | Nora, Uppland       |       | 60.270479, 16.979824 | 10230800110001 | Ladda upp en bild av detta fornminne      |
| Nora 11:2                            | Hög            |              | Nora, Uppland       |       | 60.270405, 16.980058 | 10230800110002 | Ladda upp en bild av detta fornminne      |
| Nora 11:3                            | Stensättning   |              | Nora, Uppland       |       | 60.270331, 16.980075 | 10230800110003 | Ladda upp en bild av detta fornminne      |
| Nora 11:4                            | Hög            |              | Nora, Uppland       |       | 60.270393, 16.979790 | 10230800110004 | Ladda upp en bild av detta fornminne      |
| Nora 31:1                            | Stensättning   |              | Nora, Uppland       |       | 60.168430, 16.796884 | 10230800310001 | Ladda upp en bild av detta fornminne      |
| Nora 31:2                            | Stensättning   |              | Nora, Uppland       |       | 60.168535, 16.796755 | 10230800310002 | Ladda upp en bild av detta fornminne      |
| Nora 31:3                            | Stensättning   |              | Nora, Uppland       |       | 60.168619, 16.796639 | 10230800310003 | Ladda upp en bild av detta fornminne      |
| Nora 34:1                            | Gravfält       |              | Nora, Uppland       |       | 60.163593, 16.885352 | 10230800340001 | Ladda upp en bild av detta fornminne      |
| Nora 35:1                            | Gravfält       |              | Nora, Uppland       |       | 60.165257, 16.882776 | 10230800350001 | Ladda upp en bild av detta fornminne      |
| Nora 52:1                            | Gravfält       |              | Nora, Uppland       |       | 60.188805, 16.792462 | 10230800520001 | Ladda upp en bild av detta fornminne      |
| Nora 55:1                            | Runristning    |              | Nora, Uppland       |       | 60.080625, 16.880404 | 10230800550001 | Ladda upp en till bild av detta fornminne |
| Nora 63:1                            | Fästning/skans |              | Nora, Uppland       |       | 60.120885, 16.884629 | 10230800630001 | Ladda upp en bild av detta fornminne      |
| Nora 76:1                            | Gravfält       |              | Nora, Uppland       |       | 60.129854, 17.054470 | 10230800760001 | Ladda upp en bild av detta fornminne      |
| Kummeln (RAK) Kungsmur`n (Nora 85:1) | Gravfält       |              | Nora, Uppland       |       | 60.145270, 17.044723 | 10230800850001 | Ladda upp en bild av detta fornminne      |
| Nora 87:1                            | Hällristning   |              | Nora, Uppland       |       | 60.147860, 17.043771 | 10230800870001 | Ladda upp en bild av detta fornminne      |
| Smedbacken (Nora 98:1)               | Gravfält       |              | Nora, Uppland       |       | 60.130178, 16.991552 | 10230800980001 | Ladda upp en bild av detta fornminne      |
| Smedbacken (Nora 100:1)              | Gravfält       |              | Nora, Uppland       |       | 60.132521, 16.994607 | 10230801000001 | Ladda upp en bild av detta fornminne      |
| Nora 110:1                           | Fästning/skans |              | Nora, Uppland       |       | 60.269603, 16.981610 | 10230801100001 | Ladda upp en bild av detta fornminne      |
| Nora 111:1                           | Röse           |              | Nora, Uppland       |       | 60.265264, 16.979614 | 10230801110001 | Ladda upp en bild av detta fornminne      |
| Nora 121:1                           | Stensättning   |              | Nora, Uppland       |       | 60.192649, 16.792196 | 10230801210001 | Ladda upp en bild av detta fornminne      |
| Nora 121:2                           | Stensättning   |              | Nora, Uppland       |       | 60.192751, 16.792250 | 10230801210002 | Ladda upp en bild av detta fornminne      |
| Högsbofäbod (Nora 255:1)             | Fäbod          |              | Nora, Uppland       |       | 60.099971, 16.958859 | 10230802550001 | Ladda upp en bild av detta fornminne      |
| Gammelvallen (Nora 287:1)            | Fäbod          |              | Nora, Uppland       |       | 60.110900, 16.936950 | 10230802870001 | Ladda upp en bild av detta fornminne      |

## Vittinge
| Namn                          | Lämningstyp                      | Tillkomsttid | Historisk indelning | Plats | Läge                 | ID-nr          | Bild                                      |
| ----------------------------- | -------------------------------- | ------------ | ------------------- | ----- | -------------------- | -------------- | ----------------------------------------- |
| Vittinge 5:1                  | Runristning                      |              | Vittinge, Uppland   |       | 59.888391, 16.999896 | 10232900050001 | Ladda upp en till bild av detta fornminne |
| Vittinge 10:1                 | Hällristning                     |              | Vittinge, Uppland   |       | 59.897534, 16.978416 | 10232900100001 | Ladda upp en bild av detta fornminne      |
| Vittinge 10:2                 | Stensättning                     |              | Vittinge, Uppland   |       | 59.897751, 16.978413 | 10232900100002 | Ladda upp en bild av detta fornminne      |
| Vittinge 17:1                 | Runristning                      |              | Vittinge, Uppland   |       | 59.929142, 16.977813 | 10232900170001 | Ladda upp en till bild av detta fornminne |
| Vittinge 17:2                 | Runristning                      |              | Vittinge, Uppland   |       | 59.929047, 16.977854 | 10232900170002 | Ladda upp en till bild av detta fornminne |
| Vittinge 18:1                 | Gravfält                         |              | Vittinge, Uppland   |       | 59.929101, 16.978373 | 10232900180001 | Ladda upp en bild av detta fornminne      |
| Vittinge 24:1                 | Fornborg                         |              | Vittinge, Uppland   |       | 59.921919, 16.966640 | 10232900240001 | Ladda upp en bild av detta fornminne      |
| Vittinge 26:1                 | Runristning                      |              | Vittinge, Uppland   |       | 59.897848, 16.956054 | 10232900260001 | Ladda upp en bild av detta fornminne      |
| Östlunda borg (Vittinge 29:1) | Fornborg                         |              | Vittinge, Uppland   |       | 59.859910, 17.014482 | 10232900290001 | Ladda upp en bild av detta fornminne      |
| Ekholm (Vittinge 30:1)        | Husgrund, förhistorisk/medeltida |              | Vittinge, Uppland   |       | 59.872102, 17.062741 | 10232900300001 | Ladda upp en bild av detta fornminne      |
| Ekholm (Vittinge 30:2)        | Husgrund, förhistorisk/medeltida |              | Vittinge, Uppland   |       | 59.872069, 17.062372 | 10232900300002 | Ladda upp en bild av detta fornminne      |
| Vittinge 32:1                 | Gravfält                         |              | Vittinge, Uppland   |       | 59.838796, 17.026623 | 10232900320001 | Ladda upp en bild av detta fornminne      |
| Vittinge 33:1                 | Stensättning                     |              | Vittinge, Uppland   |       | 59.838450, 17.027591 | 10232900330001 | Ladda upp en bild av detta fornminne      |
| Vittinge 34:1                 | Gravfält                         |              | Vittinge, Uppland   |       | 59.841158, 17.024677 | 10232900340001 | Ladda upp en bild av detta fornminne      |
| Vittinge 55:1                 | Röse                             |              | Vittinge, Uppland   |       | 59.838765, 17.038794 | 10232900550001 | Ladda upp en bild av detta fornminne      |
| Högsveden (Vittinge 64:1)     | Stensättning                     |              | Vittinge, Uppland   |       | 59.839202, 17.038096 | 10232900640001 | Ladda upp en bild av detta fornminne      |
| Vittinge 188:1                | Hög                              |              | Vittinge, Uppland   |       | 59.900556, 16.996478 | 10232901880001 | Ladda upp en bild av detta fornminne      |
| Vittinge 188:2                | Hög                              |              | Vittinge, Uppland   |       | 59.900654, 16.996301 | 10232901880002 | Ladda upp en bild av detta fornminne      |

## Västerlövsta
| Namn                              | Lämningstyp             | Tillkomsttid | Historisk indelning   | Plats | Läge                 | ID-nr          | Bild                                      |
| --------------------------------- | ----------------------- | ------------ | --------------------- | ----- | -------------------- | -------------- | ----------------------------------------- |
| Västerlövsta 8:1                  | Hög                     |              | Västerlövsta, Uppland |       | 59.912624, 16.884017 | 10233200080001 | Ladda upp en bild av detta fornminne      |
| Västerlövsta 8:2                  | Hög                     |              | Västerlövsta, Uppland |       | 59.912757, 16.884552 | 10233200080002 | Ladda upp en bild av detta fornminne      |
| Västerlövsta 8:3                  | Stensättning            |              | Västerlövsta, Uppland |       | 59.912666, 16.884333 | 10233200080003 | Ladda upp en bild av detta fornminne      |
| Västerlövsta 9:1                  | Gravfält                |              | Västerlövsta, Uppland |       | 59.911932, 16.887962 | 10233200090001 | Ladda upp en bild av detta fornminne      |
| Västerlövsta 10:1                 | Gravfält                |              | Västerlövsta, Uppland |       | 59.912579, 16.890276 | 10233200100001 | Ladda upp en bild av detta fornminne      |
| Västerlövsta 12:1                 | Gravfält                |              | Västerlövsta, Uppland |       | 59.912005, 16.881679 | 10233200120001 | Ladda upp en bild av detta fornminne      |
| Gärdsbacken (Västerlövsta 14:1)   | Gravfält                |              | Västerlövsta, Uppland |       | 59.929246, 16.880021 | 10233200140001 | Ladda upp en bild av detta fornminne      |
| Västerlövsta 15:1                 | Gravfält                |              | Västerlövsta, Uppland |       | 59.929704, 16.895000 | 10233200150001 | Ladda upp en bild av detta fornminne      |
| Skansberget (Västerlövsta 17:1)   | Fornborg                |              | Västerlövsta, Uppland |       | 59.950565, 16.949131 | 10233200170001 | Ladda upp en bild av detta fornminne      |
| Västerlövsta 18:1                 | Sammanförda lämningar   |              | Västerlövsta, Uppland |       | 59.573550, 16.533466 | 10233200180001 | Ladda upp en till bild av detta fornminne |
| Västerlövsta 20:1                 | Stensättning            |              | Västerlövsta, Uppland |       | 59.950371, 16.883201 | 10233200200001 | Ladda upp en bild av detta fornminne      |
| Västerlövsta 27:1                 | Stensättning            |              | Västerlövsta, Uppland |       | 59.963193, 16.873135 | 10233200270001 | Ladda upp en bild av detta fornminne      |
| Västerlövsta 30:1                 | Stensättning            |              | Västerlövsta, Uppland |       | 59.977666, 16.842127 | 10233200300001 | Ladda upp en bild av detta fornminne      |
| Västerlövsta 39:1                 | Gravfält                |              | Västerlövsta, Uppland |       | 59.965960, 16.962388 | 10233200390001 | Ladda upp en bild av detta fornminne      |
| Västerlövsta 40:1                 | Stensättning            |              | Västerlövsta, Uppland |       | 59.966560, 16.959969 | 10233200400001 | Ladda upp en bild av detta fornminne      |
| Västerlövsta 40:2                 | Stensättning            |              | Västerlövsta, Uppland |       | 59.966522, 16.960218 | 10233200400002 | Ladda upp en bild av detta fornminne      |
| Västerlövsta 41:3                 | Runristning             |              | Västerlövsta, Uppland |       | 59.937031, 16.843797 | 10233200410003 | Ladda upp en bild av detta fornminne      |
| Västerlövsta 42:2                 | Husgrund, historisk tid |              | Västerlövsta, Uppland |       | 59.574766, 16.560997 | 10233200420002 | Ladda upp en till bild av detta fornminne |
| Västerlövsta 44:1                 | Röse                    |              | Västerlövsta, Uppland |       | 60.005185, 16.838571 | 10233200440001 | Ladda upp en bild av detta fornminne      |
| Västerlövsta 44:2                 | Stensättning            |              | Västerlövsta, Uppland |       | 60.005608, 16.838660 | 10233200440002 | Ladda upp en bild av detta fornminne      |
| Västerlövsta 44:3                 | Stensättning            |              | Västerlövsta, Uppland |       | 60.005861, 16.838705 | 10233200440003 | Ladda upp en bild av detta fornminne      |
| Västerlövsta 44:4                 | Stensättning            |              | Västerlövsta, Uppland |       | 60.006034, 16.838829 | 10233200440004 | Ladda upp en bild av detta fornminne      |
| Västerlövsta 45:1                 | Stensättning            |              | Västerlövsta, Uppland |       | 60.001933, 16.836383 | 10233200450001 | Ladda upp en bild av detta fornminne      |
| Västerlövsta 48:1                 | Stensättning            |              | Västerlövsta, Uppland |       | 59.903353, 16.878064 | 10233200480001 | Ladda upp en bild av detta fornminne      |
| U 1164 (Västerlövsta 54:1)        | Runristning             |              | Västerlövsta, Uppland |       | 60.011923, 16.840045 | 10233200540001 | Ladda upp en till bild av detta fornminne |
| Västerlövsta 55:1                 | Fästning/skans          |              | Västerlövsta, Uppland |       | 60.013652, 16.841517 | 10233200550001 | Ladda upp en bild av detta fornminne      |
| Västerlövsta 56:1                 | Stensättning            |              | Västerlövsta, Uppland |       | 60.014379, 16.842092 | 10233200560001 | Ladda upp en bild av detta fornminne      |
| Västerlövsta 120:1                | Gravfält                |              | Västerlövsta, Uppland |       | 59.916684, 16.866727 | 10233201200001 | Ladda upp en bild av detta fornminne      |
| Västerlövsta 121:1                | Stensättning            |              | Västerlövsta, Uppland |       | 59.954688, 16.890519 | 10233201210001 | Ladda upp en bild av detta fornminne      |
| Soldattorpet (Västerlövsta 169:1) | Lägenhetsbebyggelse     |              | Västerlövsta, Uppland |       | 60.006134, 16.811941 | 10233201690001 | Ladda upp en bild av detta fornminne      |
| Västerlövsta 318:1                | Kyrka/kapell            |              | Västerlövsta, Uppland |       | 59.562026, 16.512342 | 10233203180001 | Ladda upp en till bild av detta fornminne |
| Västerlövsta 319:1                | Runristning             |              | Västerlövsta, Uppland |       | 59.919537, 16.941624 | 10233203190001 | Ladda upp en bild av detta fornminne      |

## Östervåla
| Namn                                      | Lämningstyp                      | Tillkomsttid | Historisk indelning | Plats | Läge                 | ID-nr          | Bild                                      |
| ----------------------------------------- | -------------------------------- | ------------ | ------------------- | ----- | -------------------- | -------------- | ----------------------------------------- |
| Östervåla 1:1                             | Gravfält                         |              | Östervåla, Uppland  |       | 60.171187, 17.261487 | 10233900010001 | Ladda upp en bild av detta fornminne      |
| Östervåla 2:1                             | Stensättning                     |              | Östervåla, Uppland  |       | 60.179872, 17.282350 | 10233900020001 | Ladda upp en bild av detta fornminne      |
| Östervåla 3:1                             | Stensättning                     |              | Östervåla, Uppland  |       | 60.175258, 17.265308 | 10233900030001 | Ladda upp en bild av detta fornminne      |
| Östervåla 3:2                             | Stensättning                     |              | Östervåla, Uppland  |       | 60.175073, 17.265102 | 10233900030002 | Ladda upp en bild av detta fornminne      |
| Gammal-Aspnäs, Vallgraven (Östervåla 8:1) | Stensättning                     |              | Östervåla, Uppland  |       | 60.177134, 17.304273 | 10233900080001 | Ladda upp en bild av detta fornminne      |
| Gammal-Aspnäs, Vallgraven (Östervåla 8:2) | Stensättning                     |              | Östervåla, Uppland  |       | 60.177121, 17.304154 | 10233900080002 | Ladda upp en bild av detta fornminne      |
| Östers kullar (Östervåla 9:1)             | Gravfält                         |              | Östervåla, Uppland  |       | 60.189590, 17.190573 | 10233900090001 | Ladda upp en bild av detta fornminne      |
| Östervåla 10:1                            | Runristning                      |              | Östervåla, Uppland  |       | 60.183984, 17.192483 | 10233900100001 | Ladda upp en till bild av detta fornminne |
| Östervåla 12:2                            | Minnesmärke                      |              | Östervåla, Uppland  |       | 60.153654, 17.051040 | 10233900120002 | Ladda upp en till bild av detta fornminne |
| Östervåla 16:1                            | Stensättning                     |              | Östervåla, Uppland  |       | 60.174079, 17.184733 | 10233900160001 | Ladda upp en bild av detta fornminne      |
| Östervåla 17:1                            | Stensättning                     |              | Östervåla, Uppland  |       | 60.173680, 17.184459 | 10233900170001 | Ladda upp en bild av detta fornminne      |
| Östervåla 18:1                            | Hög                              |              | Östervåla, Uppland  |       | 60.184097, 17.199992 | 10233900180001 | Ladda upp en bild av detta fornminne      |
| Östervåla 21:1                            | Stensättning                     |              | Östervåla, Uppland  |       | 60.178808, 17.207620 | 10233900210001 | Ladda upp en bild av detta fornminne      |
| Östervåla 23:1                            | Hög                              |              | Östervåla, Uppland  |       | 60.163018, 17.198872 | 10233900230001 | Ladda upp en bild av detta fornminne      |
| Östervåla 25:1                            | Röse                             |              | Östervåla, Uppland  |       | 60.156635, 17.204348 | 10233900250001 | Ladda upp en bild av detta fornminne      |
| Östervåla 26:1                            | Stensättning                     |              | Östervåla, Uppland  |       | 60.155836, 17.205021 | 10233900260001 | Ladda upp en bild av detta fornminne      |
| Östervåla 27:1                            | Stensättning                     |              | Östervåla, Uppland  |       | 60.153578, 17.203481 | 10233900270001 | Ladda upp en bild av detta fornminne      |
| Östervåla 32:1                            | Stensättning                     |              | Östervåla, Uppland  |       | 60.202111, 17.183268 | 10233900320001 | Ladda upp en bild av detta fornminne      |
| Östervåla 32:2                            | Stensättning                     |              | Östervåla, Uppland  |       | 60.202015, 17.183177 | 10233900320002 | Ladda upp en bild av detta fornminne      |
| Östervåla 33:1                            | Stensättning                     |              | Östervåla, Uppland  |       | 60.202556, 17.184684 | 10233900330001 | Ladda upp en bild av detta fornminne      |
| Östervåla 35:1                            | Stensättning                     |              | Östervåla, Uppland  |       | 60.203812, 17.182971 | 10233900350001 | Ladda upp en bild av detta fornminne      |
| Östervåla 36:1                            | Stensättning                     |              | Östervåla, Uppland  |       | 60.197613, 17.179625 | 10233900360001 | Ladda upp en bild av detta fornminne      |
| Östervåla 38:1                            | Stensättning                     |              | Östervåla, Uppland  |       | 60.198906, 17.210794 | 10233900380001 | Ladda upp en bild av detta fornminne      |
| Östervåla 44:1                            | Stensättning                     |              | Östervåla, Uppland  |       | 60.161521, 17.125503 | 10233900440001 | Ladda upp en bild av detta fornminne      |
| Östervåla 45:1                            | Stensättning                     |              | Östervåla, Uppland  |       | 60.161878, 17.124723 | 10233900450001 | Ladda upp en bild av detta fornminne      |
| Östervåla 45:2                            | Stensättning                     |              | Östervåla, Uppland  |       | 60.161924, 17.124434 | 10233900450002 | Ladda upp en bild av detta fornminne      |
| Ettingavallen (Östervåla 68:1)            | Fäbod                            |              | Östervåla, Uppland  |       | 60.259091, 17.230015 | 10233900680001 | Ladda upp en bild av detta fornminne      |
| Östervåla 71:1                            | Gravfält                         |              | Östervåla, Uppland  |       | 60.170063, 17.267248 | 10233900710001 | Ladda upp en bild av detta fornminne      |
| Östervåla 72:1                            | Stensättning                     |              | Östervåla, Uppland  |       | 60.167830, 17.191148 | 10233900720001 | Ladda upp en bild av detta fornminne      |
| Östervåla 74:1                            | Stensättning                     |              | Östervåla, Uppland  |       | 60.284110, 17.212948 | 10233900740001 | Ladda upp en bild av detta fornminne      |
| Storvallen (Östervåla 92:1)               | Fäbod                            |              | Östervåla, Uppland  |       | 60.265811, 17.218449 | 10233900920001 | Ladda upp en bild av detta fornminne      |
| Stärtevallen (Östervåla 94:1)             | Fäbod                            |              | Östervåla, Uppland  |       | 60.238606, 17.187732 | 10233900940001 | Ladda upp en bild av detta fornminne      |
| Östervåla 125:1                           | Fäbod                            |              | Östervåla, Uppland  |       | 60.115754, 17.126316 | 10233901250001 | Ladda upp en bild av detta fornminne      |
| Bragdebovallen (Östervåla 171:1)          | Fäbod                            |              | Östervåla, Uppland  |       | 60.239924, 17.212727 | 10233901710001 | Ladda upp en bild av detta fornminne      |
| Östervåla 189:1                           | Husgrund, historisk tid          |              | Östervåla, Uppland  |       | 60.150868, 17.202771 | 10233901890001 | Ladda upp en bild av detta fornminne      |
| Fröbacken/Frejsbacken (Östervåla 192:1)   | Husgrund, förhistorisk/medeltida |              | Östervåla, Uppland  |       | 60.180488, 17.177335 | 10233901920001 | Ladda upp en bild av detta fornminne      |
| Fågelstavallen (Östervåla 267:1)          | Fäbod                            |              | Östervåla, Uppland  |       | 60.237477, 17.288448 | 10233902670001 | Ladda upp en bild av detta fornminne      |
| Östervåla 359                             | Borg                             |              | Östervåla, Uppland  |       | 60.181356, 17.320128 | 12000000116276 | Ladda upp en bild av detta fornminne      |